# Усть-Ліска
Усть-Ліска́ (рос. Усть-Лиска) — село у складі Ононського району Забайкальського краю, Росія. Входить до складу Більшовистського сільського поселення.

## Населення
Населення — 110 осіб (2010; 196 у 2002).
Національний склад (станом на 2002 рік):
- росіяни — 71 %
- буряти — 27 %